# Усманходжаєв Інамжон Бузрукович
Інамжон Бузрукович Усманходжаєв (21 травня 1930 , Фергана, СРСР  — 17 березня 2017 , Фергана, Узбекистан ) — державний і партійний діяч Узбецької РСР. Голова Президії Верховної Ради Узбецької РСР у 1978—1983 роках, 1-й секретар ЦК КП(б) Узбекистану в 1983—1988 роках. Член ЦК КПРС в 1981—1988 р. Депутат Верховної Ради СРСР 10—11-го скликань.

## Біографія
Народився у Фергані (за іншими даними — у Багдадському районі Ферганської області) в родині узбецького державного і партійного діяча Бузрукходжі Усманходжаєва.
У 1955 році закінчив архітектурний факультет Середньоазіатського політехнічного інституту у місті Ташкенті.
У 1955—1959 роках працював інженером, начальником будівельної дільниці тресту «Ферганаводбуд» Узбецької РСР.
Член КПРС з 1958 року.
У 1959—1960 роках — головний архітектор міста Маргілана Узбецької РСР.
У 1960—1961 роках — інструктор Ферганського обласного комітету КП Узбекистану.
У 1961—1962 роках — начальник управління будівництва колгоспів виконавчого комітету Ферганської обласної ради депутатів трудящих Узбецької РСР.
У 1962—1964 роках — голова виконавчого комітету Ферганської міської ради депутатів трудящих Узбецької РСР.
У 1965—1969 роках — секретар Сирдар'їнського обласного комітету КП Узбекистану.
У 1969—1972 роках — інструктор відділу ЦК КПРС у Москві.
У 1972—1974 роках — голова виконавчого комітету Наманганської обласної ради депутатів трудящих Узбецької РСР.
З грудня 1974 року по грудень 1978 року — 1-й секретар Андижанського обласного комітету КП Узбекистану.
З 22 грудня 1978 року по 20 грудня 1983 року — голова Президії Верховної Ради Узбецької РСР, одночасно з 18 квітня 1979 року по 28 грудня 1983 року — заступник голови Президії Верховної Ради СРСР.
З 3 листопада 1983 року по 12 січня 1988 року — 1-й секретар ЦК КП Узбекистану.
З 3 березня 1981 року по 28 листопада 1988 року — член ЦК КПРС. Депутат Верховної Ради СРСР (1974-89 рр.). Член Президії Верховної Ради СРСР з 11 квітня 1984 року по 24 травня 1988 року.
У період перебудови був звинувачений у корупції. 12 січня 1988 року звільнений від обов'язків першого секретаря ЦК КП Узбекистану «у зв'язку з виходом на пенсію», 24 травня 1988 року виведений з членів Президії Верховної Ради СРСР. 28 листопада 1988 року виведений із складу ЦК КПРС «як такий, що скомпрометував себе».
27 грудня 1989 року засуджений по т.зв. «Бавовняній справі» до 12 років позбавлення волі. Звільнений із ув'язнення у 1990 році. За ініціативи другого Президента Узбекистану Шавката Мірзійоєва 18 листопада 2016 року Верховний суд Узбекистану повністю реабілітував Усманходжаєва.
Останні роки життя проживав у Фергані в батьківському домі разом з синами та онуками.
Помер у ніч на 16 березня 2017 року на 87 році життя у  місті Фергані. Похований на кладовищі в селі Пандигон Риштанського району Ферганської області Узбекистану.

## Нагороди
- орден Леніна (25.12.1976)
- орден Жовтневої Революції (4.03.1980)
- 2 ордени Трудового Червоного Прапора (14.12.1972; 10.12.1973)
- орден «Знак Пошани» (1.03.1965)
- медалі

Позбавлений всіх нагород 16 травня 1990 року.